# Argumento da múltipla realizabilidade

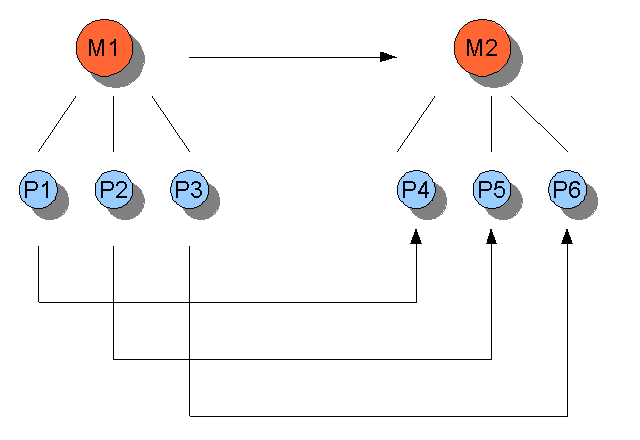

O argumento da múltipla realizabilidade refere-se às alegações de que um único tipo mental (propriedade, estado, evento) pode ser realizado por muitos tipos físicos distintos. O argumento foi usado contra as primeiras teorias que identificaram estados mentais com estados cerebrais e também serviu nos primeiros argumentos para o funcionalismo. O argumento mais tarde foi empregado até mesmo para desafiar o funcionalismo. Alguns reducionistas inicialmente atacaram o erro que a premissa da múltipla realizabilidade leva à conclusão de uma teoria anti-redução; enquanto outros propuseram revisões ao reducionismo clássico (a ideia de que estados mentais podem ser reduzidos a estados cerebrais, que por sua vez são redutíveis a estados biológicos, e estes redutíveis a estados da química e, finalmente, redutíveis a estados físicos) que acomodassem a premissa. Alguns reducionistas questionaram a verdade da premissa da múltipla realizabilidade.

## História
Realização múltipla é uma noção que surgiu da ciência cognitiva nos anos 50. Um software de um programa de  computador pode ser executado em máquinas muito diferentes - desde que o programa esteja em conformidade com os princípios básicos da computação, como os descritos pela "Universal Computing Machine" de Alan Turing. A múltipla realizabilidade levou Putnam e Fodor à noção de funcionalismo, a saber, que as coisas importantes são as funções desempenhadas pelo cérebro, e não a implementação física específica dessas funções.